# Campionato europeo individuale di scacchi 2023
Il Campionato europeo individuale di scacchi 2023 (nome ufficiale European Individual Chess Championship 2023) fu un torneo di scacchi organizzato dalla Federazione scacchistica della Serbia con il patrocinio dell'ECU. Si disputò a Vrnjačka Banja dal 2 al 14 marzo 2023.
Il torneo venne vinto dal russo Aleksej Sarana, che partecipava sotto la bandiera della FIDE, come stabilito dal Consiglio della federazione per tutti gli scacchisti russi e bielorussi.
Il torneo dava diritto alla partecipazione alla Coppa del Mondo di scacchi 2023 ai primi 23 classificati. L'evento si tenne presso l'Hotel Zepter.

## Formula
L'iscrizione al campionato era aperta a tutti i giocatori iscritti a una delle federazioni appartenenti alle zone che vanno dalla 1.1 alla 1.10 (Europa). La formula era quella del sistema svizzero con 11 turni. La cadenza di gioco è 90 minuti per le prime 40 mosse, 30 minuti aggiuntivi da mossa 41 e 30 secondi di incremento per mossa, partendo da mossa 1.

### Montepremi
Il montepremi complessivo era di 100 000 euro, dei quali 20 000 andarono al vincitore del torneo, 15 000 al secondo e 10 000 fino ai 1 000 del 20º classificato.
Altri premi furono destinati alle seguenti categorie:
- 1 000 al migliore degli under 18.
- 1 000 al migliore over 50.
- 1 200 al migliore giocatore di genere femminile.[2]

## Partecipanti
Di seguito i primi venti partecipanti per punteggio Elo.
| Pos. | Nome                 | Elo  |
| ---- | -------------------- | ---- |
| 1    | Gabriel Sargsyan     | 2699 |
| 2    | Haik Martirosyan     | 2686 |
| 3    | David Antón Guijarro | 2685 |
| 4    | David Navara         | 2685 |
| 5    | Jules Moussard       | 2684 |
| 6    | Aleksandr Predke     | 2684 |
| 7    | Radosław Wojtaszek   | 2682 |
| 8    | Andrej Esipenko      | 2680 |
| 9    | Barys Hel'fand       | 2674 |
| 10   | Ivan Šarić           | 2674 |
| 11   | Aleksej Sarana       | 2668 |
| 12   | Kirill Ševčenko      | 2668 |
| 13   | Evgenij Naer         | 2666 |
| 14   | Vasyl' Ivančuk       | 2664 |
| 15   | Ivan Čeparinov       | 2661 |
| 16   | Étienne Bacrot       | 2659 |
| 17   | Nils Grandelius      | 2658 |
| 18   | Anton Korobov        | 2658 |
| 19   | Ruslan Ponomarëv     | 2655 |
| 20   | Jaime Santos Latasa  | 2655 |

## Classifica
Classifica dopo 11 turni (prime venti posizioni):
| Pos. | Nome                        | Elo  | Punti | PR   |
| ---- | --------------------------- | ---- | ----- | ---- |
| 1    | Aleksej Sarana              | 2668 | 8,5   | 2787 |
| 2    | Kirill Ševčenko             | 2668 | 8,5   | 2758 |
| 3    | Daniel Dardha               | 2610 | 8,5   | 2716 |
| 4    | Stamatīs Kourkoulos-Arditis | 2520 | 8     | 2743 |
| 5    | Étienne Bacrot              | 2659 | 8     | 2694 |
| 6    | Thai Dai Van Nguyen         | 2651 | 8     | 2715 |
| 7    | Jaime Santos Latasa         | 2655 | 8     | 2702 |
| 8    | Andrej Esipenko             | 2680 | 8     | 2698 |
| 9    | Jurij Kuzubov               | 2616 | 8     | 2670 |
| 10   | Valentin Dragnev            | 2561 | 8     | 2692 |
| 11   | David Paravjan              | 2584 | 8     | 2698 |
| 12   | Igor Janik                  | 2527 | 8     | 2646 |
| 13   | David Antón Guijarro        | 2685 | 8     | 2681 |
| 14   | Ediz Gürel                  | 2454 | 8     | 2683 |
| 15   | Alexander Donchenko         | 2653 | 8     | 2650 |
| 16   | Anton Korobov               | 2658 | 7,5   | 2700 |
| 17   | Nicat Abbasov               | 2625 | 7,5   | 2653 |
| 18   | Aleksandr Predke            | 2684 | 7,5   | 2684 |
| 19   | Frederik Svane              | 2577 | 7,5   | 2686 |
| 20   | Grzegorz Nasuta             | 2535 | 7,5   | 2674 |